# Петерс, Янис
Я́нис Пе́терс (латыш. Jānis Peters; 30 июня 1939, Приекуле — 27 января 2025) — латышский поэт и публицист, латвийский дипломат и общественный деятель.

## Биография
Янис родился 30 июня 1939 года в семье Яниса Петерса (1895—1979) и его супруги Зелмы Петере (1904—1981). Его отец состоял в ЛСДРП и участвовал в войне за независимость Латвии.
С 1947 по 1958 год Янис Петерс учился в Лиепайской 6-й средней школе. После окончания учёбы он работал в Лиепайском театре рабочим сцены и помощником режиссера. С 1963 по 1964 год работал в Лиепайской районной газете «Путь Ленина», а затем в газете КП Латвии «Cīņa» и в журнале «Zvaigzne» редактором отдела прозы. В 1968 году он вступил в Союз советских писателей Латвийской ССР, где был секретарём правления с 1974 по 1976 год. С 1985 по 1990 год был первым секретарём данного союза.
Янис был членом КПСС с 1973 по 1990 год, а также членом ЦК КП Латвии. Он был членом совета Латвийского комитета по культурным связям с соотечественниками за рубежом, организации, связанной с Комитетом государственной безопасности Латвийской ССР. Он работал вместе с ответственным секретарём комитета Янисом Анеро в 1970-х годах и вместе с ним посещал латышей-эмигрантов в США. В 1975 году он отправился в Бельгию, в 1979 году в составе Комиссии по сохранению мира совершил поездку в страны Балтийского моря. Много раз выезжал за границу в 1980-е годы.
Первая публикация стихов Я. Петерса — «Kaist pīlādzis sniegā» («Пылает рябина в снегу») — состоялась 24 февраля 1961 года в лиепайской газете «Коммунист». Первый лауреат премии имени Оярса Вациетиса (1984).
В годы Атмоды Я. Петерс стал одной из центральных фигур событий того времени. В июне 1988 года он выступил с речью на пленуме Союза писателей и творческих союзов, что стало значимым событием политической жизни того времени. Он был одним из основателей и руководителей Народного Фронта Латвии (НФЛ).
В 1989 году был избран в Совет народных депутатов СССР, а 25 мая того же года — депутатом Съезда народных депутатов СССР.
В 1990-х годах Янис Петерс вместе с Раймондом Паулсом основал Новую партию, которую позднее возглавил Айнарс Шлесерс, а в начале 2000-х годов включился в формирование и поддержку Новой христианской партии и Первой партии, созданной Шлесерсом. В 2004 году покинул данную партию.
Янис был руководителем Фонда Кришьяниса Валдемара с 1998 года, а также директор Института общественных связей Института Восточной Европы Латвийского университета (с 1999 года). В 2008 году он получил премию Цицерона в области национальной политики за разработку идеи Эпохи Пробуждения.
Один из инициаторов создания Народного фронта Латвии. Первый посол независимой Латвийской Республики в Российской Федерации (1991—1997).
На стихи Я. Петерса написан ряд известных песен Раймонда Паулса, в числе которых — «Par pēdējo lapu» (рус. Листья жёлтые), «Tai pilsētā» (рус. В том городе), мюзикл «Сестра Керри» и др.
Янис Петерс умер 27 января 2025 года. Его похороны прошли 4 февраля в кругу близких.

## Основные публикации
- «Dzirnakmens» (1968)
- «Asinszāle» (1970)
- «Mans bišu koks» (1973)
- «Baltijas toverī sālīti…» (вместе с Д. Авотыней, 1973)
- «Balta ziemeļu sūna» (1977) — о Кришьянисе Валдемаре
- «Priekšnojautas» (1979)
- «Modinātāju remonts» (1980)
- «Līdz durvīm septiņi soļi» (1980)
- «Kalējs kala debesīs» (1981) — эссе
- «Izlase» (1982)
- «Tautas skaitīšana» (1984)
- «Trīs dārgas mantas» (1984)
- «Kovārnis korī» (1988)
- «Es tevi mīlu» (1998)

## Личная жизнь
Янис был женат на Байбе Петере. У супругов был один сын — латвийский политик Кришьянис Петерс (1975—2014).

## Награды
- Командор ордена Трёх звёзд (17 апреля 1995)[4]
- Крест Признания I степени (14 октября 2008)[5]
- Орден Дружбы народов
- Почётная грамота Президента Латвии (2019)[6].
- Почётная грамота Кабинета Министров Латвии (2009)[7].
- Премия имени Оярса Вациетиса (1984).